# Semse
Semse (szlovákul: Šemša) község Szlovákiában, a Kassai kerület Kassa-környéki járásában.

## Fekvése
Kassától 12 km-re, délnyugatra fekszik.

## Története
1280-ban „terra Scemse” néven említik először, birtokosa Ruszkai Benedek volt. Később fiai a birtokosok, 1315-ben azonban már Csernyei Miklós tulajdona. A települést 1310-ben „Sempse”, 1315-ben „Scemse”, 1317-ben „Semcha”, 1318-ban „Semse”, 1324-ben „Zempse”, 1328-ban „Zemsa”, 1350-ben „Scemcha”, 1360-ban „Zemse”, 1427-ben „Scempse” alakban említik a korabeli források.
Szent Andrásnak szentelt templomát 1322-ben említik először. 1427-ben 12 portát számláltak a faluban, mely ekkor Semsey Ferenc tulajdona. 1553-ban Semsey Jánosé 12 lakossal. 1602-ben öt háza volt.
A 18. század végén Vályi András így ír róla: „SEMSE. Tót falu Abaúj Várm., földes Ura Semsey Uraság, a’ kiknek itten hajdan ékes kastéllyok vala; lakosai katolikusok, fekszik Jászó Újfaluhoz nem meszsze, Kassához 2 mértföldnyire; határja tágas, földgye középszerű, fája bőven van, vagyonnyai külömbfélék, mellyeket Kassán jó árron eladhatnak.”
1828-ban 80 házában 546 lakos élt. A 17.-18. század fordulóján a Semseyek barokk kastélyt építettek ide, melyet a 19. század első felében klasszicista stílusban építettek át.
Fényes Elek 1851-ben kiadott geográfiai szótárában így ír a faluról: „Semse, tót falu, Abauj vgyében, Kassához 2 órányira, a szomolnoki országutban, 470 kath. lak. Diszesiti az uraság dombon levő emeletes kastélya, s ugyan az emlitett domboldalon fekvő csinos angol kertje, melly egy szűk völgyön által felviszen egy átalellenben lévő hegypartra, s itt egy gyönyörü erdőhöz csatlakozik. F. u. Semsey Jób.”
Borovszky Samu monográfiasorozatának Abaúj-Torna vármegyét tárgyaló része szerint: „Semse, 55 házzal és 451 tót lakossal. Itt van Semsey László cs. és kir. kamarásnak nagyszabásu régi szép kastélya, mely körül a vármegye legszebb parkjainak egyike terül el.”
A trianoni diktátumig Abaúj-Torna vármegye Kassai járásához tartozott.

## Népessége
| Év:            | 1994. | 2004.   | 2014.   | 2024.    |
| -------------- | ----- | ------- | ------- | -------- |
| Emberek száma: | 803   | 730     | 786     | 1020     |
| Eltérés:       |       | -9,09 % | +7,67 % | +29,77 % |

| Év:            | 2023. | 2024.   |
| -------------- | ----- | ------- |
| Emberek száma: | 1012  | 1020    |
| Eltérés:       |       | +0,79 % |

1880-ban 496 lakosából 37 magyar és 451 szlovák anyanyelvű volt.
1890-ben 451 lakosából 21 magyar és 415 szlovák anyanyelvű volt.
1900-ban 502 lakosából 367 magyar és 124 szlovák anyanyelvű volt.
1910-ben 419 lakosából 355 magyar és 62 szlovák anyanyelvű volt.
1921-ben 414 lakosából 230 magyar és 158 csehszlovák volt.
1930-ban 400 lakosából 27 magyar és 355 csehszlovák volt.
1941-ben 433 lakosából 368 magyar és 65 szlovák volt. Ebből 213 magyar, 214 szlovák, 6 német anyanyelvű volt.
1991-ben 752 lakosából 13 magyar és 728 szlovák volt.
2001-ben 716 lakosából 504 szlovák volt.
2011-ben 803 lakosából 735 szlovák és 10 magyar.

## Nevezetességei
- Szent András tiszteletére szentelt temploma 1854–55-ben, késő klasszicista stílusban épült.
- A Semsey család kastélya 18. századi, klasszicista stílusú.